# Juan Gómez de Lecube
Juan Gómez de Lecube (Ribadeo, 12 de maig de 1902 - Barcelona, 1 de maig de 1966) va ser un futbolista basc de la dècada de 1920, destacat jugador de l'Atlètic de Madrid i al Celta de Vigo. Durant la Segona Guerra Mundial, va ser considerat un dels espies més perillosos de l'Alemanya nazi reclutats a l'Estat espanyol.

## Biografia
Lecube va néixer a Ribadeo per qüestions laborals del seu pare, però des de molt petit es va criar a Bilbao. Era cosí germà del futur lehendakari José Antonio Aguirre de Lecube, amb qui va viure diversos anys a partir de la defunció de la seva mare l'any 1906.
També va viure molts anys a Torrelavega, on es va casar i va formar la seva família. Més enllà de la seva carrera com a futbolista i entrenador, va treballar com a funcionari d'Hisenda. Arran d'aquesta feina, es va traslladar a Tarragona a mitjan dècada de 1930 i, després de la Guerra Civil espanyola, a Barcelona, on va morir.

### Trajectòria com a futbolista
Després de passar pels juvenils de l'Arenas de Getxo, Lecube va debutar a la Gimnàstica de Torrelavega la temporada 1922-1923. Inicialment, jugava com a interior dret, però amb el temps va passar a ocupar el lloc d'extrem dret i, en algunes ocasions, d'extrem esquerre. Destacava per ser el jugador més veloç que hi havia a Espanya en aquell moment i perquè portava un mocador blanc lligat al cap per quatre nusos. Amb aquesta peça de roba, amagava la seva calvície prematura.
Després de cinc temporades a la Gimnàstica, l'estiu de 1927 va fitxar pel Celta de Vigo, amb el qual va dur a terme una gira per l'Argentina i l'Uruguai. Un any després, se'n va anar a l'Atlètic de Madrid i, amb l'equip matalasser, va estrenar la Lliga espanyola i va donar la primera assistència de gol de la història del campionat.
Un cop acabada la temporada 1929-1930, Lecube va decidir retirar-se del futbol d'elit i, encara que va arribar a estar a prova amb el Múrcia, amb el València CF i amb el FC Barcelona, únicament tornaria a jugar partits oficials amb el Gimnàstic de València la temporada 1932-1933.

### Etapa com a espia
Lecube va ser reclutat pel servei d'intel·ligència alemany a Barcelona durant la tardor de 1941. Sota el nom en clau Espina, la missió que li van assignar els alemanys va ser la d'espiar la zona del Canal de Panamà, un dels punts geogràfics més estratègics de la Segona Guerra Mundial. Per aquesta raó, els aliats el van considerar un dels espies més perillosos que hi va haver durant el conflicte i, gràcies a la intercepció dels missatges alemanys amb Enigma, els britànics van poder arrestar-lo a Trinitat el juny de 1942, quan estava duent a terme el viatge des d'Europa cap a Amèrica.

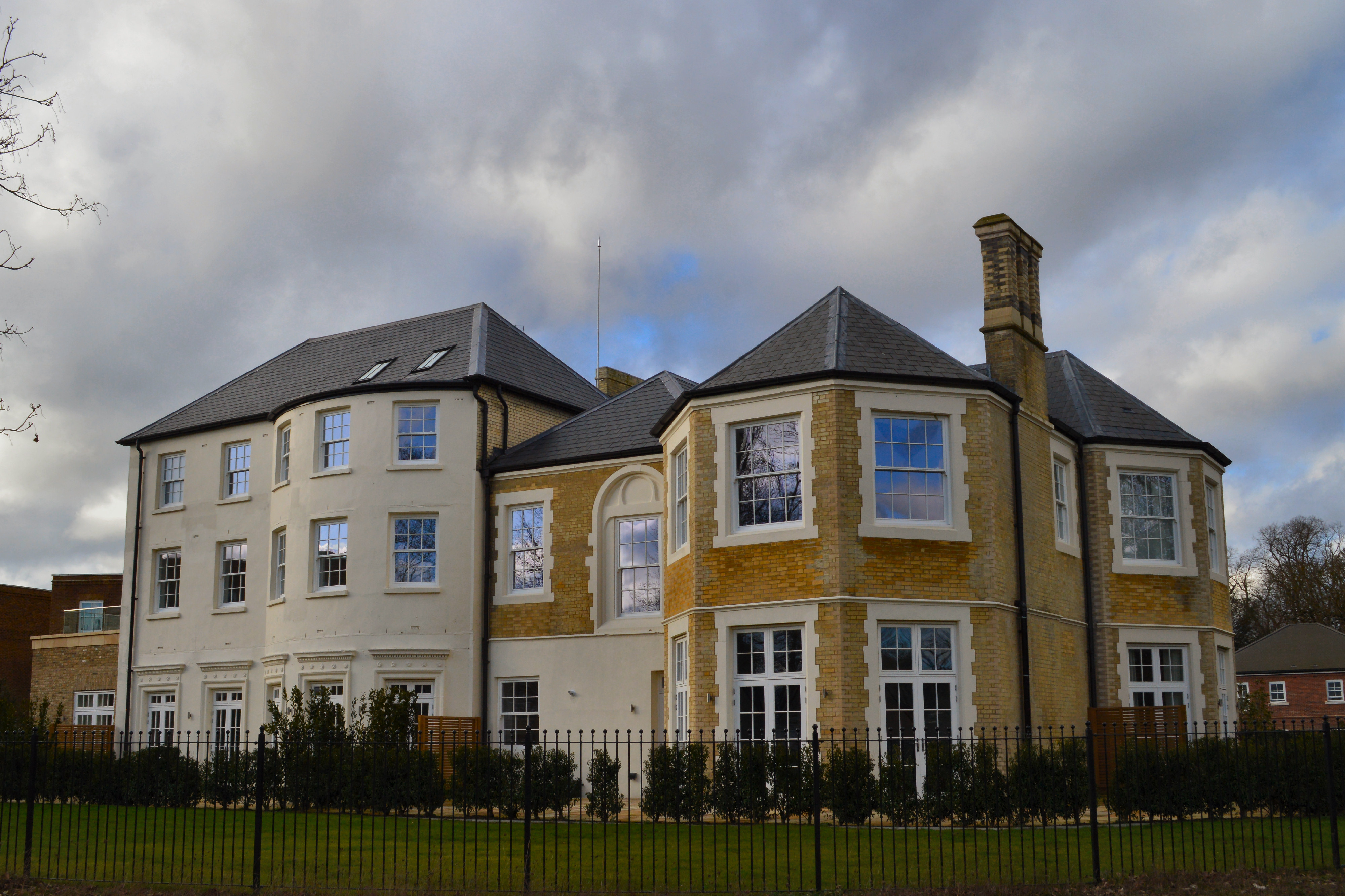
El Camp 020 estava situat en la mansió londinenca Latchmere House.

Per ordre de Herbert Morrison, ministre de l'Interior del govern de Churchill, Lecube va ser transportat cap al Regne Unit per a ser interrogat pel MI5 al Camp 020 de Londres. Des d'aleshores fins a l'any 1945, va passar també per quatre camps de concentració més: el Camp 001 de Londres, el Camp 020R de Henley-on-Thames, la presó de Dartmoor i el Peveril Camp de l'Illa de Man.
Però malgrat els interrogatoris, les amenaces de mort, les tortures i els xantatges als quals el van sotmetre els britànics, Lecube sempre va negar el seu vincle amb l'Alemanya nazi i va acabar sent alliberat, sense confessar, un cop acabada la guerra i després de la reclamació del govern franquista.
L'MI5 el va considerar el presoner més complicat al qual va haver de fer front en tota la guerra perquè, més enllà de declarar-se innocent, va traçar un pla de fugida amb altres detinguts, va fer una vaga de fam i fins i tot va saturar l'administració penitenciària amb cartes demanant la llibertat al ministre de l'Interior, a l'ambaixador d'Espanya a Londres o al rei Jordi VI.

### Trajectòria com a entrenador
En 1936 va ser contractat com a entrenador del Gimnàstic de Tarragona, però pocs dies després va esclatar la Guerra Civil espanyola i no va poder reprendre el seu càrrec fins que el conflicte va acabar, l'any 1939. La seva trajectòria va tornar a quedar interrompuda per la Segona Guerra Mundial i no va ser fins al 1951 quan, després de treure's el carnet d'entrenador, va poder rellançar la seva carrera a les banquetes fitxant per la UE Lleida, recentment descendit de Segona Divisió. En aquesta mateixa categoria també va dirigir al Sant Andreu i al Comtal, i el seu últim club va ser L'Hospitalet.
Com a entrenador, és recordat per implantar de manera pionera l'estil de joc que, anys després, posarien en pràctica al FC Barcelona tècnics de renom com Johan Cruyff o Pep Guardiola.